# Powiat uszycki
Powiat uszycki – dawny powiat położony w południowo-zachodniej części guberni podolskiej w Imperium Rosyjskim, z siedzibą w mieście Nowa Uszyca na dzisiejszej Ukrainie. Od zachodu graniczył z powiatem kamienieckim, od północy z powiatem proskurowskim i powiatem latyczowskim, od wschodu z powiatem mohylowskim a od południa oddzielony był rzeką Dniestr od guberni bessarabskiej. Powiat zajmował 2509 wiorst kwadratowych (według danych urzędowych 2482,4 w. kw.).

## Geografia powiatu
Powiat położony był na południowym stoku działu wodnego dwóch rzek – Dniestru i Bohu, a przez jego teren biegło wiele mniejszych cieków wodnych uchodzących do Dniestru. W granicach powiatu znajdowały się Góry Miodoborskie, których jedna odnoga ciągnęła się wzdłuż lewego brzegu Dniepru tworząc jary uszyckie, a druga odnoga tworzyła wzgórza i parowy, ciągnęła się w kierunku południowym. Najwyższe wzniesienie znajdowało się w północnej części powiatu przy wsi Hanowce i wznosiło się na wysokość 1111 m n.p.m.
W powiecie uszyckim występowała gleba czarna, miejscami piaszczysto-gliniasta.